# Pontonska marina
Pontonska marina je vrsta plutajućeg objekta, po Pravilniku o plutajućim objektima, odnosno Pomorskom zakoniku RH. Namjena mu nije plovidba, nego služi kao marina. Predstavlja niz međusobno povezanih pontona, posebno usidrenih i privezanih, opremljenih opremom za vez i opskrbu drugih plovila posebice plovila za šport i razonodu.